# Nørre Aaby
Nørre Aaby er en stationsby på det vestlige Fyn med 3.189 indbyggere  (2024). Tidligere hovedby i Nørre Aaby Kommune. Nu ligger den i Middelfart Kommune og tilhører Region Syddanmark.

## Historie
Nørre Aaby var oprindeligt en landsby. Denne havde i 1688 syv gårde, eet hus med jord og fire huse uden jord. Det samlede dyrkede land udgjorde 392,8 tdr land skyldsat til 53,73 tdr hartkorn. Dyrkningsformen var 2-vangsbrug (rotation 2/2).
Da jernbanen tværs over Fyn blev anlagt med station ved Nørre Aaby, begyndte byen ret hurtigt at vokse. I 1873 beskrives byen således: "Nørre Aaby med Kirken, Skole og Jernbanestation".
Omkring århundredeskiftet beskrives byen således: "Nørre-Aaby med Kirke, Skole, Missionshuset „Emaus" (opf. 1883), Vends m.fl. Herreders Spare- og Laanekasse (opr. n/6 1867; 31/3 1897 var Sparernes saml. Tilgodehav. 2,146,614 Kr., Rentefoden 3x/2 pCt., Reservefonden 95,000 Kr., Antal af Konti 6036), Lægebolig, Andelsmejeri (Aalund), Cyklefabrik, Handelsgartneri m. m., Gæstgiveri, Jærnbane-, Telegraf- og Telefonstation samt Postekspedition".
Nørre Aaby stationsby havde 495 indbyggere i 1906, 777 i 1911 og 1.109 indbyggere i 1916. I 1911 var fordelingen efter næringsveje: 17 levede af landbrug, 398 af håndværk og industri, 105 af handel, 115 af transport.
Nørre Aaby stationsby fortsatte sin udvikling i mellemkrigstiden: byen havde 973 indbyggere i 1921, 919 i 1925, 1.008 i 1930, 1.057 i 1935 og 1.080 indbyggere i 1940. I 1930 var fordelingen efter næringsveje: 29 levede af landbrug, 546 af håndværk og industri, 138 af handel, 75 af transport, 37 af immateriel virksomhed, 98 af husgerning, 84 var ude af erhverv og 6 havde ikke angivet indkomstkilde.
Nørre Aaby stationsby fortsatte sin befolkningsvækst efter 2. verdenskrig: byen havde 1.120 indbyggere i 1945, 1.682 i 1950, 1.894 i 1955, 1.844 i 1960 og 2.011 indbyggere i 1965.

## Kultur
I byen liggen Nørre Aaby Bio, bygget i 1948 med Palladium i København som forbillede. Her vises både film og holdes specielle arrangementer. Biografen lukkede i 2011 men blev hurtigt overtaget af en gruppe frivillige der nu driver biografen videre.

### Byfest
Nørre Aaby har fra og med 2012, efter flere års pause, igen en årlig byfest der holdes i maj eller juni. Modsat tidligere tider holdes den dog ikke længere i hovedgaden i centrum men er flyttet til et nærliggende stykke jord. Byfesten besøges af tivoli samt der afholdes koncerter, spisning og flere små og større arrangementer.

### Sport
Uden for centrum ligger Nørre Åby Idrætspark, der består af et par fodboldbaner med en tribune, tre tennisbaner samt to haller og motionscenter. Nørre Aaby Idrætsklub har hjemme på stadion.

## Uddannelse
Byen har 2 grundskoler:
- Nørre Aaby Skole - kommuneskole med 0.-9. klasse. 383 elever (2019).[16]
- Nørre Aaby Realskole - realskole med 0.-10. klasse. 425 elever (2019).

Og 4 efterskoler:
- Nørre Åby Efterskole
- Eisbjerghus Efterskole
- Vesterdal Efterskole
- Viby Efterskole

## Trafikforhold

### Biltrafik
- Sekundærrute 161 passerer lige nord for Nørre Aaby, i umiddelbar forbindelse med denne er tilkørsel til motorvej E20. Vejen forbinder Kolding i Jylland med Odense på Fyn og fungerer som et alternativ til motorvejen.
- Sekundærrute 313 rammer den østlige bygrænse, vejen forbinder Nørre Aaby med Assens.

### Bustrafik
Der er følgende busforbindelser til og fra Nørre Aaby:
- Rute 401 – Strib - Middelfart St. - Nørre Aaby  Arkiveret 7. november 2018 hos  Wayback Machine
- Rute 402 – Strib - Middelfart St. - Nørre Aaby  Arkiveret 7. november 2018 hos  Wayback Machine
- Rute 541 – Nørre Aaby - Føns - Ronæs - Udby - Rud  Arkiveret 4. marts 2016 hos  Wayback Machine
- Rute 542 – Nørre Aaby - Asperup - Roerslev - Blanke - Båring  Arkiveret 4. marts 2016 hos  Wayback Machine

### Togtrafik
Se Nørre Aaby Station.